# Communauté de communes du pays d'Azay-le-Rideau
La communauté de communes du Pays d'Azay-le-Rideau est une ancienne communauté de communes française, située dans le département d'Indre-et-Loire.

## Géographie

### Composition
Elle est composée des communes suivantes :
| Nom                    | Code Insee | Gentilé        | Superficie (km2) | Population (dernière pop. légale) | Densité (hab./km2) |
| ---------------------- | ---------- | -------------- | ---------------- | --------------------------------- | ------------------ |
| Azay-le-Rideau (siège) | 37014      | Ridellois      | 27,34            | 3 435 (2014)                      | 126                |
| Bréhémont              | 37038      | Bréhémontais   | 12,71            | 779 (2014)                        | 61                 |
| Cheillé                | 37067      | Cheillens      | 46,26            | 1 795 (2014)                      | 39                 |
| La Chapelle-aux-Naux   | 37056      | Chapellauniens | 5,25             | 572 (2014)                        | 109                |
| Lignières-de-Touraine  | 37128      | Lignérois      | 10,00            | 1 281 (2014)                      | 128                |
| Pont-de-Ruan           | 37186      | Ruanopontins   | 5,74             | 1 094 (2014)                      | 191                |
| Rigny-Ussé             | 37197      | Rigny-Usséens  | 13,97            | 497 (2014)                        | 36                 |
| Rivarennes             | 37200      | Rivarennais    | 18,92            | 1 022 (2014)                      | 54                 |
| Saché                  | 37205      | Sachéens       | 28,29            | 1 356 (2014)                      | 48                 |
| Thilouze               | 37257      | Thilouzains    | 33,75            | 1 637 (2014)                      | 49                 |
| Vallères               | 37264      | Vallérois      | 14,72            | 1 172 (2014)                      | 80                 |
| Villaines-les-Rochers  | 37271      | Villainois     | 12,47            | 1 039 (2014)                      | 83                 |

## Historique
La communauté de communes du Pays d'Azay-le-Rideau est instituée le 1er janvier 2001 par la transformation du syndicat intercommunal à la carte du Ridellois, créé en 1986, en statut de communauté de communes. Le 1er janvier 2017, elle est intégrée à la nouvelle communauté de communes Touraine Vallée de l'Indre.

## Démographie
La communauté de communes d'Azay-le-Rideau comptait 14 053 habitants (population légale INSEE) au 1er janvier 2007 soit une densité de population est de 61,3 hab.km2.

### Évolution démographique
| 1968   | 1975   | 1982   | 1990   | 1999   | 2007   | 2013   | - | - |
| ------ | ------ | ------ | ------ | ------ | ------ | ------ | - | - |
| 10 504 | 10 533 | 11 001 | 11 664 | 12 171 | 14 053 | 15 479 | - | - |

### Pyramide des âges
| Hommes | Classe d’âge | Femmes |
| ------ | ------------ | ------ |
| 0,4    | 90 ans ou +  | 0,9    |
| 6,2    | 75 à 89 ans  | 8      |
| 12,9   | 60 à 74 ans  | 13,8   |
| 20,2   | 45 à 59 ans  | 19,2   |
| 23,8   | 30 à 44 ans  | 22,5   |
| 15,4   | 15 à 29 ans  | 15,8   |
| 21,2   | 0 à 14 ans   | 19,8   |

| Hommes | Classe d’âge | Femmes |
| ------ | ------------ | ------ |
| 0,5    | 90 ans ou +  | 1,4    |
| 6,8    | 75 à 89 ans  | 9,8    |
| 13,1   | 60 à 74 ans  | 13,9   |
| 20,7   | 45 à 59 ans  | 20,1   |
| 20,4   | 30 à 44 ans  | 19,3   |
| 19,6   | 15 à 29 ans  | 19,1   |
| 18,8   | 0 à 14 ans   | 16,4   |

## Politique communautaire

### Représentation

#### Présidents de la communauté de communes
| Période | Période | Identité             | Étiquette | Qualité                                                |
| ------- | ------- | -------------------- | --------- | ------------------------------------------------------ |
| 2001    | 2014    | Philippe Beauvillain |           | Maire de Villaines-les-Rochers                         |
| 2014    | 2016    | Eric Loizon          | DVD       | Maire de Thilouze Conseiller départemental depuis 2015 |

#### Conseil communautaire
Chaque commune dispose de deux délégués à l'exception d'Azay-le-Rideau qui dispose de quatre délégués.

### Compétences

#### Compétences obligatoires

##### Aménagement de l'espace communautaire
1. schéma de cohérence territoriale (SCOT) et schéma de secteur
2. zone d'aménagement concerté de la Loge à Azay-le-Rideau
3. suivi des opérations de sauvegarde des espaces naturels sensibles
4. suivi et accompagnement des politiques de réduction des risques dans les zones inondables

##### Développement économique
1. actions de développement économique
  - accompagnement technique et financier des entreprises artisanales, commerciales, industrielles, touristiques et agricoles dans le cadre des politiques européenne, nationale, régionale et locale de développement économique
  - opération de restructuration de l'artisanat et du commerce (ORAC)
  - construction de locaux, aménagement de locaux, acquisition foncière et immobilière favorisant l'implantation d'activités économiques. L'entretien des locaux et des terrains et leur gestion sont du ressort de la communauté
  - actions en faveur de l'artisanat et du commerce de proximité: soutien technique et financier auprès des entreprises pour des opérations de création et de développement
2. aménagement, extension, entretien, gestion et équipement des zones d'activités commerciales, artisanales, industrielles et tertiaires d'intérêt communautaire
  - toutes les zones existantes et à créer
  - le parc d'activités sur le territoire des communes de Sorigny et Monts (ISOPARC) géré par le Syndicat Mixte Sud Indre Développement
3. actions en faveur du tourisme 
  - études, construction, aménagement, extension, gestion et entretien des nouvelles structures d'accueil touristique du public à l'exclusion des hébergements et de la restauration
  - accompagnement d'opérations structurantes en termes de tourisme
  - création des nouvelles bornes destinées à l'accueil des camping-cars. Amélioration et extension des bornes existantes
  - création et aménagement des panneaux relais information services (RIS)
  - réalisation des centres d'interprétation du patrimoine local
  - mise en place des circuits de randonnées (pédestres, équestres, cyclables ...)
  - soutien et actions concourant à l'accueil, l'information et la promotion touristique du territoire intercommunal: création, aménagement et gestion du siège de l'office de tourisme intercommunal et de ses antennes

#### Compétences optionnelles

##### Politique du logement social d'intérêt communautaire et action, par des opérations d'intérêt communautaire en faveur du logement des personnes défavorisées
1. élaboration du programme local de l'habitat (PLH). Réalisation, suivi et évaluation du programme d'actions du PLH
2. accompagnement des politiques contractuelles de réhabilitation des logements notamment des OPAH
3. actions en faveur du logement social et notamment des personnes défavorisées, des personnes âgées et des personnes handicapées
  - construction, gestion et entretien des logements d'urgence
  - construction, gestion et entretien des logements temporaires
  - actions en faveur de l'amélioration du logement des personnes défavorisées, des personnes âgées et des personnes handicapées
  - mise en place d'un accueil de jour pour les personnes âgées
4. actions en faveur du logement des jeunes et des apprentis
5. assistance aux communes pour la réalisation de projets d'urbanisme et d'habitat
  - réalisation d'une charte de qualité favorisant le développement durable dans le cadre de la réalisation de lotissements
  - conseil en architecture auprès des communes dans le cadre de la réalisation de lotissements

##### Élimination et valorisation des déchets des ménages et assimilés
organisation de la collecte, l'élimination, le traitement, la valorisation des déchets ménagers et assimilés. Pour l'exercice de la compétence, la communauté de communes adhère au Syndicat Mixte de Collecte et de Traitement des Ordures Ménagères (SMICTOM)

##### Création ou aménagement et entretien de voirie d'intérêt communautaire
1. sont déclarées d'intérêt communautaire, les voiries communales assurant le raccordement des zones d'activités, de la zone d'aménagement concerté de la Loge à Azay-le-Rideau, de l'aire d'accueil des gens du voyage et des équipements d'intérêt communautaire au réseau départemental. À noter que la communauté de communes assure l'aménagement de l'éclairage public et des réseaux d'évacuation.
2. création, aménagement et extension, gestion et entretien des aires de stationnement des équipements d'intérêt communautaire

##### Développement et aménagement sportif de l'espace communautaire
1. étude, construction, aménagement, extension, gestion et entretien de gymnases d'intérêt communautaire destinés aux activités des associations, aux communes et aux écoles primaires et maternelles

#### Compétences facultatives

##### Création, aménagement, gestion et entretien des aires d'accueil des gens du voyage
Création, aménagement, gestion et entretien de l'aire d'accueil d'Azay-le-Rideau et des aires de petits passages de Bréhémont, Saché, Rivarennes et Lignières-de-Touraine

##### Action sociale socio-éducative
1. accompagnement et orientation des publics à la recherche d'un emploi ou d'une formation, en relation avec les différents acteurs sociaux et les services de l'État
2. portage de repas à domicile en faveur des personnes âgées et des personnes handicapées
3. accompagnement social et socio-éducatif des gens du voyage

##### Petite enfance et jeunesse
1. mise en place, gestion et animation d'un relais assistantes maternelles intercommunal et mise en œuvre du contrat petite enfance
2. études de faisabilité pour la réalisation des structures d'accueil destinées à la petite enfance et à la jeunesse

##### Politique culturelle
1. organisation de manifestations culturelles d'intérêt communautaire et soutien aux associations pour l'organisation de manifestations culturelles d'intérêt communautaire dans le cadre d'une programmation définie annuellement. Les manifestations d'intérêt communautaire sont celles qui potentiellement attirent une majorité d'habitants de la communauté de communes
2. actions de valorisation du patrimoine ethnologique et patrimoine naturel: missions d'inventaire, de protection, de recherches, de restitution au public et d'accompagnement aux porteurs de projets
3. mise en réseau informatique des bibliothèques communales

##### Équipements culturels, touristiques et d'accueil de services publics ou services au public
1. étude, construction, aménagement, extension, gestion et entretien d'équipements d'intérêt communautaire. Les équipements suivants sont déclarés d'intérêt communautaire : les locaux de la perception, les locaux de la brigade de gendarmerie, les locaux du cinéma à Azay-le-Rideau, les locaux du pôle social à Cheillé

##### Protection et mise en valeur de l'environnement
1. études, aménagement, gestion et entretien des cours d'eau suivants : Indre et ses affluents, Vieux Cher et ses affluents
2. réalisation, aménagement et entretien des ouvrages hydrauliques (vannes, clapets, etc.) améliorant la qualité et l'écoulement des eaux des bassins versants (hors entretien courant et hors réseaux collecteurs par canalisations)
3. études et réalisation de travaux de restauration des ouvrages d'art. Seules les actions liées à l'hydraulique (envasement, atterrissements, réparations de dommages causés par la circulation de l'eau) sont de compétence intercommunale. La surveillance des ouvrages hydrauliques est du ressort de la commune.
4. lutte contre les nuisibles en vue de la protection des berges du Vieux Cher, de l'Indre et de ses affluents
5. étude d'un règlement des boisements en vue de la protection des berges des cours d'eau pré-cités

##### Élaboration et suivi des politiques contractuelles
1. réalisations d'études diagnostic, proposition d'orientations et participation à la mise en place d'actions et de documents techniques dans le cadre des politiques de contractualisation avec l'Europe, l'État, le Conseil Régional, le Conseil Général et tout organisme favorisant la structuration communautaire

##### Numérisation du cadastre
1. organisation, financement et gestion de la numérisation du cadastre des communes

### Identité visuelle
|  | Logo de la Communauté de Communes |

## Pour approfondir

## Sources
- Le splaf - (Site sur la Population et les Limites Administratives de la France)
- La base aspic - (Accès des Services Publics aux Informations sur les Collectivités)